# Фукс, Рудольф Израилевич
Рудольф Израилевич Фукс (с 1972 года — Соловьёв, творческий псевдоним — Рувим Рублёв, род. 13 августа 1937, Луга, Ленинградская область) — советский и российский продюсер, поэт, композитор, собиратель городского фольклора. Автор текста песни «Семь-сорок». Открыл творчество Аркадия Северного и был его первым продюсером. «Патриарх русского андеграунда».

## Биография

### Ранние годы
Родился в городе Луга Ленинградской области в еврейской семье. Пережил блокаду Ленинграда. С детских лет увлекался коллекционированием уличного фольклора.

Время было самое хулиганское, какое только можно представить, сразу после войны. Классе в третьем-четвертом я нашел в парте тетрадку с текстами песен. Не то чтобы блатных, но, скажем так, уличных… что называется, приблатненных. А потом нашелся хозяин тетрадки. Выяснилось, что его брат отсидел и привез эту коллекцию текстов из лагеря.
— Из интервью Рудольфа Фукса
Уже в более взрослом возрасте приобрёл магнитофон «Филипс», ездил в Одессу и записывал, как люди поют на пляже.
Работал в лаборатории «Русские самоцветы». В начале 1960-х годов окончил вечернее отделение Кораблестроительного института, перед этим некоторое время жил в коммунальной квартире на Ропшинской улице, где и были записаны первые гитарные концерты Аркадия Северного.
Работал в «Ленпроекте», наряду с этим занимался распространением магнитофонных записей и самодельных пластинок (подпольная «музыка на костях»). Совместно с Русланом Богословским подпольно изготавливал в Ленинграде дефицитные виниловые пластинки отечественных и зарубежных исполнителей, организовывал записи многих авторов-исполнителей, в том числе — Александра Лобановского и Евгения Клячкина, сам также сочинял песни и стихи под псевдонимом Рувим Рублёв.
В 60-х годах началась эпоха «магнитиздата»: на прилавках стали появляться относительно качественные магнитофоны, с помощью которых также можно было копировать музыку на продажу. Но что ещё важнее — на них можно было записывать живые выступления.

### Сотрудничество с Аркадием Северным
В 1962 году через Николая Николаевича Брауна, сына поэта Николая Леопольдовича Брауна, познакомился с Аркадием Северным на почве общего интереса к творчеству И. С. Баркова, в процессе знакомства выяснилось, что Аркадий Северный знает и любит блатные песни. Была сделана запись песен в исполнении Аркадия Северного на магнитофон «Днепр».
В 1963 году Рудольф Фукс с помощью поэта Бориса Тайгина и звукорежиссёра Виктора Смирнова сделал первую запись Аркадия Северного на фирме Руслана Богословского (сам Богословский в это время находился в заключении) под сопровождение оркестра из двух баянов и саксофона. Там же, на записи, родился псевдоним Северный, который предложил Виктор Смирнов.
Первое время Рудольф Фукс записывал Аркадия Северного, исполняющего чужие песни под гитару, но потом они решили записать полностью авторский альбом на тексты самого Фукса. В результате в 1972 году вышел один из первых концептуальных альбомов на советском пространстве под названием «Программа для Госконцерта», который принес певцу всесоюзную известность. Это был не просто сборник песен, а вымышленная радиопередача — «Театр у микрофона» — в которой Аркадий отвечал на вопросы несуществующих слушателей, рассказывал истории про дореволюционные одесские бордели и пел песни. Например, от имени женщины по кличке Зануда он рассказывает о рождении песни «На Молдаванке музыка играет»

«И шо ж вы думаете себе? Так вот именно всё и произошло. Умер мальчик на тюремной постели, царство-таки ему небесное! Ибо — кудой по жизни не пойдешь, тудой всегда же выйдешь к моргу! Так шутили у нас в Одессе. Правда, богатой я не стала, хоть кавалеров и было хоть б.. отбавляй. Но вся публика какая-то стрёмная, шустрая, всё норовит где побесплатнее, то полегче. Кликуху мне тогда подвесили: „Зануда“. И вот родилась песня!»

В том же 1972 году Фукс меняет фамилию на фамилию Соловьёв.
В середине 1970-х годов Аркадий Северный записывает Одесскую программу по сценарию Рудольфа Фукса, также Фукс записывает многочисленные домашние концерты Северного.
В конце 1960-х годов Фукс знакомит Аркадия Северного с коллекционером Сергеем Маклаковым (инициатором создания ансамбля «Братья Жемчужные»), и в 1975-76 годах принимает участие в организации записей Аркадия Северного с ансамблем «Братья Жемчужные» в помещении «Ленпроекта», где в то время работает.
В 1976 году Фукс является инициатором записи А. Северного с ансамблем «Четыре брата и лопата» под управлением Александра Резника, это практически первая работа Северного с оркестром в стереозвуке. С этим же оркестром записаны такие концептуально выдержанные концерты, как «Памяти Вертинского», «На проспекте 25 Октября», «Памяти Кости-аккордеониста» и «Третий одесский».
В конце 1970-х Рудольф Фукс участвовал в самодеятельном джаз-ансамбле «Ленпроекта» «Сакс и струны», а в начале 1979 года начал сотрудничать с рок-группой «Россияне» (руководитель — Георгий Ордановский). С этой группой также записывался и Аркадий Северный.

### Криминальное преследование
В начале 1960-х годов за деятельность, связанную с изготовлением и распространением пластинок, Рудольф Фукс был задержан и получил условный срок, а в 1965 году был арестован и получил реальный срок, находился в тюрьме Выборга, проведя там два года. Рудольфу Фуксу было предъявлено несколько обвинений, но основой для уголовного наказания явились найденные у него дома незаполненные студенческие бланки, по которым можно было покупать льготные железнодорожные билеты. Вышел из заключения по амнистии в связи с 50-летием Октябрьской революции.

### Эмиграция
В начале 1979 года принял участие в сотрудничестве с рок-группой «Россияне» в подготовке рок-оперы «Пророк Моисей» об исходе евреев из Египта. Рудольф Фукс написал либретто оперы, но об этом стало известно представителям власти. Был поставлен перед выбором — получить срок или эмигрировать. 18 июня 1979 г. Рудольф Фукс (Соловьёв) покидает СССР по израильской визе. Эмигрировал в США, вывез с собою большое количество записей А. Северного и других русских шансонье, которые были изданы компанией «Kismet Record», специализирующейся на издании русского и советского фольклора с 1938 года.
Выпускает в США самый первый диск Аркадия Северного (1982), первый диск-гигант «Машины Времени» (1982), а также альбомы музыкантов русской эмиграции.
В 1980-х годах в США Фукс продюсировал выходы альбомов автора и исполнителя Виктора Слесарева (Чинова), одного из ярких представителей блатной эмигрантской песни. Так же записывал старых эмигрантов, делал записи Александра Галича, выпустил 8 дисков Владимира Высоцкого. Фукс под псевдонимом «Рувим Рублёв» продолжает и поэтическую деятельность — пишет и публикует свои стихи и песни в газетах «Новое русское слово», «Возрождение», «Новый американец».
В 1980-х годах Рудольф Соловьёв (Фукс) стал владельцем компании «Kismet Record». Им была издана первая пластинка Аркадия Северного «Король подпольной песни». В 1989 году по инициативе Рудольфа Фукса в СССР на ленинградской студии грамзаписи фирмы «Мелодия» вышла первая официальная пластинка «Памяти Аркадия Северного» на основе альбома «Колода карт». Предисловие к этой пластинке написал сам Фукс. Так же, совместно с компанией «Русский диск», переиздал пять альбомов ансамбля «Братья Жемчужные», записанных в 1970-х и 1990-х годах.
В 2001 году продюсировал творчество исполнителя шансона — Валерия Вьюжного. Другие его проекты — панк-рок-группы Gogol Bordello и Black Mama.
В настоящее время проживает в Нью-Йорке, регулярно бывает в России. Принял участие в съемках нескольких документальных фильмов: «Когда мы вернёмся» (режиссёр Дмитрий Завильгельский, 2005), «Музыка „на рёбрах“» (режиссёр Игорь Морозов, 2007), «Аркадий Северный. Человек, которого не было» (Максим Катушкин, 2008). С 2014 года в Санкт-Петербурге на легендарной площадке НИИ Жиров, проводится ежегодный фестиваль Клуба Рудольфа Израилевича Фукса, посвящённый Аркадию Северному, организованный коллекционером Павлом Столбовым.
В 2016 году Рудольфом Фуксом в Санкт-Петербурге открыт музей грамзаписи.

## Продюсерские проекты
- Пластинка Вадима Козина
- Пластинка Владимира Высоцкого
- Пластинка Александра Галича
- Пластинка Александра Розенбаума
- Пластинка Аркадия Северного
- Пластинка «Машины времени»

## Песенное творчество
- «Бандит»
- «В Одессе я родился, в Одессе и помру»
- «Вы хочете песен, их есть у меня» (текст)
- «Гимн менестрелей»
- «Дождь идёт»
- «Кафе „Ориенталь“»
- «Красавица моя» (текст)
- «Люблю я сорок градусов»
- «Мекки-нож» (текст)
- «Не лезьте, граждане, в поэты»
- «Про коня Билли»
- «Прошли года»
- «Ромашки и рюмашки»
- «Семь-сорок» (текст)
- «Сингарелла» (текст)
- «Скокарь»
- «Тётя Хая»
- «Хиляем как-то с Лёвою» (текст)
- «Шёл трамвай 10-й номер»
- «Эх, Одесса, мать-Одесса, Ростов-папа шлёт привет»
- «Я родился на границе»

## Концерты А. Северного, организованные Р. И. Фуксом
- Запись под гитару 1963 года
- Запись у Виктора Смирнова
- Программа для Госконцерта 1
- Программа для Госконцерта 2
- Лука Мудищев
- О шансонье
- О Шершавом
- Неизвестный фрагмент
- Прощальный концерт
- Для друга Рудика
- О Севере дальнем
- Фрагмент «Для импресарио»
- Фрагмент «Помню, помню, помню я…»
- Пьяный домашний концерт
- Продолжение «О Шершавом»
- Анаша
- Кончен срок
- Жора, подержи мой макинтош
- Ранние песни Высоцкого
- Концерт под аккордеон и ф-но
- Репетиция перед концертом «О стилягах»
- О стилягах
- Голый бесполый ветер
- Старые песни на новый лад
- На дне рождения дочки Фукса
- Песни и анекдоты
- Запись для Маклакова «Я иду не по русской земле»
- Люблю я сорок градусов
- Ухарь-купец
- Запись у В. Васильева с анс. п/у А. Резника
- Первый Одесский концерт
- Братья Жемчужные — 3-й концерт «О Ромео и Джульетте»
- Братья Жемчужные — 4-й концерт «Конь Билли»
- А. Северный и Бр. Жемчужные — «Памяти Вертинского»
- А. Северный и Бр. Жемчужные — «На проспекте 25 октября»
- Памяти Кости-аккордеониста
- Третий Одесский концерт
- Утраченные концерты
- Session с рок-группой «Россияне»

## Публикации
- Рудольф Фукс. «Король подпольных песен» о Северном // «Новый американец» (Издательство Сергея Довлатова).
- Рудольф Фукс. Песни на «ребрах». Высоцкий, Северный, Пресли и другие. Изд: Деком, 2010.